# Wałky
Wałky (ukr. Валки) – miasto na Ukrainie, w obwodzie charkowskim, siedziba władz rejonu wałkiwskiego.

## Historia
Miejscowość założona w 1646 roku jako umocniony ostróg. Prawa miejskie posiada od 1780 roku.

## Demografia
W 1968 liczyło 7,2 tys. mieszkańców.
W 1989 liczyło 11 027 mieszkańców.
W 2013 liczyło 9 410 mieszkańców.
W 2017 liczyło 9 147 mieszkańców.